# Idionecrofania
Il termine idionecrofania (dal greco ἴδιος (ídios) «proprio» + νεκρός (nekrós) «morto» + φαίνομαι (phaínomai) «apparire») indica da un punto di vista «agnostico» il fenomeno delle persone che ritengono di entrare in contatto sensoriale con i defunti.
È stato coniato nel 1992 dal sociologo statunitense William L. MacDonald. Negli intenti di MacDonald, l'impiego di un termine neutro, che evita sia di giudicare patologica l'esperienza («allucinazione») sia di accettarne il contenuto paranormale («apparizione»), dovrebbe agevolare l'approccio scientifico sociologico al fenomeno.
Nell'articolo Idionecrophanies: The Social Construction of Perceived Contact with the Dead MacDonald analizza l'influenza di diversi fattori nella genesi del fenomeno, ravvisandone una maggior frequenza nelle donne piuttosto che negli uomini ed evidenziando una combinazione del ruolo dell'etnia e delle convinzioni religiose che tra i bianchi lo renderebbe più probabile se coltivano una visione di Dio come «amore», tra i neri se credono piuttosto in un Dio «giudice».